# Sants-Montjuïc
Sants Montjüic este un district din Barcelona.

Ditrictul Sants Montjüic pe harta Barcelonei